# Яніс Лусенс
Яніс Лусенс (латис. Jānis Lūsēns; *7 квітня 1959, Лієпая, Латвія) — латвійський композитор, музикант, засновник групи «Zodiaks».

## Біографія
Народився 7 квітня 1959 року в Лієпаї.
Закінчив Лієпайську середню школу № 1. Потім навчався в Музичній академії імені Язепа Вітоли у Я. А. Іванова.
Організував в Латвії групу «Зодіак», що випустила в 1980 році дебютний альбом електронної інструментальної музики «Диско альянс», який мав велику популярність у слухачів. Група розпалася в 1989 році, але в останні роки знову почала виступати, виконуючи старий репуртуар.
В даний час Лусенс пише композиції для опери і музичні спектаклі.
Син — Яніс Лусенс-молодший, теж музикант.

## Нагороди
- Орден Трьох зірок V ступеня (1998)
- Орден Трьох зірок IV ступеня (2009)